# Wendy B. Lawrence
Wendy Barrien Lawrence (Florida, Estados Unidos, 2 de julio de 1959) es una capitana de la Marina de los Estados Unidos, piloto de helicópteros, ingeniera y astronauta de la NASA. Fue la primera mujer en graduarse por la Academia Naval de los Estados Unidos en volar al espacio; y también ha visitado la Estación Espacial Rusa Mir. Fue la especialista en misión en la STS-114, el primer vuelo del transbordador espacial después del desastre del transbordador espacial Columbia.

## Biografía
Wendy Lawrence nació en Jacksonville, Florida. Es hija y nieta de aviadores navales, su abuelo, Fatty Lawrence, fue un notable atleta estudiantil y su padre fue el fallecido vicealmirante William P. Lawrence, un astronauta finalista del programa Mercury y exprisionero de guerra de Vietnam que fue Superintendente de la Academia Naval de los Estados Unidos durante sus últimos tres años como guardiamarina.
Se graduó en la Fort Hunt High School, en Alexandria, Virginia en 1977 y asistió a la Academia Naval de los Estados Unidos, donde se graduó con una Licenciatura en Ciencias en ingeniería oceánica en 1981. Más tarde obtuvo una Maestría en Ciencias en ingeniería oceánica por el Instituto Tecnológico de Massachusetts y la Institución Oceanográfica Woods Hole en 1988, como parte de un programa conjunto entre las dos escuelas.
Cuando se graduó en la escuela de vuelo fue designada como aviadora naval en julio de 1982. Ha acumulado más de 1.500 horas de vuelo en seis tipos diferentes de helicópteros y ha realizado más de 800 aterrizajes a bordo. Mientras estuvo destacada en el Escuadrón SIX (HC-6) de Helicopter Combat Support, fue una de las primeras dos mujeres piloto de helicópteros en realizar un largo despliegue en el Océano Índico como parte de un grupo de batalla de portaaviones. Después de completar un programa de maestría en el MIT y el Woods Hole en 1988, fue asignada al Escuadrón Antisubmarino Ligero 30 (HSL-30) como oficial a cargo del Destacamento Alfa. En octubre de 1990, Lawrence se presentó en la Academia Naval de Estados Unidos, donde se desempeñó como instructora de física y como entrenadora de la tripulación.

## Carrera en la NASA

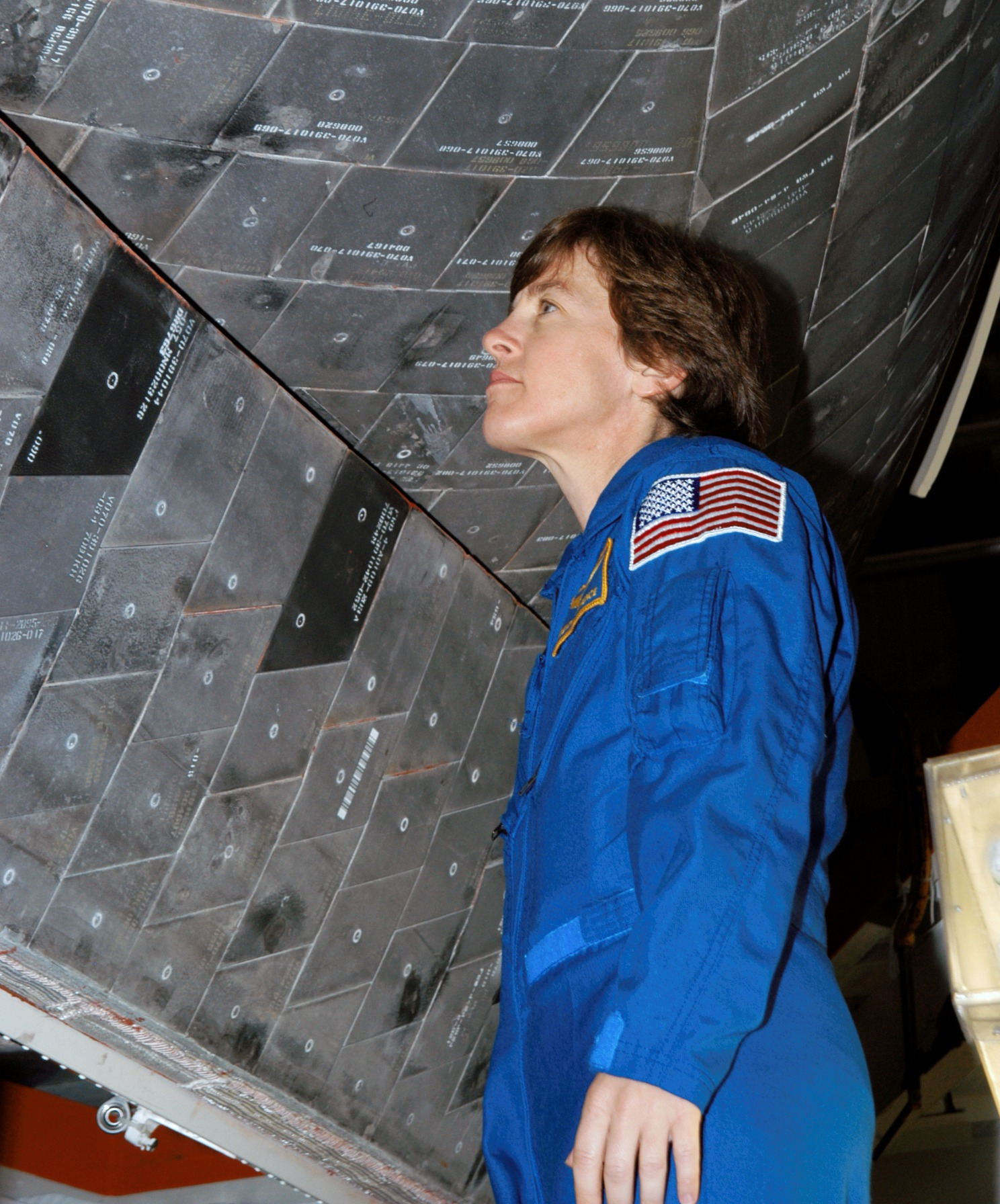
Wendy Lawrence mira de cerca una de las capas de transbordador espacial Atlantis en 2003

Fue seleccionada por la NASA en marzo de 1992, y se trasladó al Centro Espacial Johnson en agosto de 1992. Completó un año de entrenamiento y fue elegida para la asignación de vuelo como especialista de misión. Sus asignaciones técnicas dentro de la Astronaut Office han incluido la verificación del software de vuelo en el Laboratorio de Integración de Aviónica del Shuttle (SAIL), el Asistente de Entrenamiento Astronaut Office y la representante de la Astronaut Office para el entrenamiento de la Estación Espacial y el apoyo de la tripulación. Voló como ingeniera de vuelo de ascenso/entrada y piloto de órbita de cambio azul en la STS-67. Luego se desempeñó como directora de pperaciones para la NASA en el Centro de Entrenamiento de Cosmonautas Gagarin en Star City, Rusia, con la responsabilidad de la coordinación e implementación de las actividades de operaciones de la misión en la región de Moscú para el programa conjunto U.S./Russian Shuttle / Mir.
En septiembre de 1996 comenzó a entrenarse como miembra de la tripulación de reserva para una misión de 4 meses en la Estación Espacial Rusa Mir. Debido a su conocimiento y experiencia con los sistemas Mir y con la logística de transferencia de la tripulación para el Mir, voló en la STS-86 y la STS-91. Veterana de cuatro vuelos espaciales, registró más de 1.200 horas en el espacio. También era especialista de misión en el equipo de la STS-114. Estuvo a cargo de la transferencia de suministros y equipos y operó el brazo robótico de la Estación Espacial en la misión Return To Flight, durante la cual la tripulación probó y evaluó nuevos procedimientos para la inspección y reparación del sistema de protección térmica Space Shuttle. La misión se lanzó el 26 de julio de 2005 y aterrizó el 9 de agosto de 2005.
La capitán Lawrence se retiró de la NASA en junio de 2006.

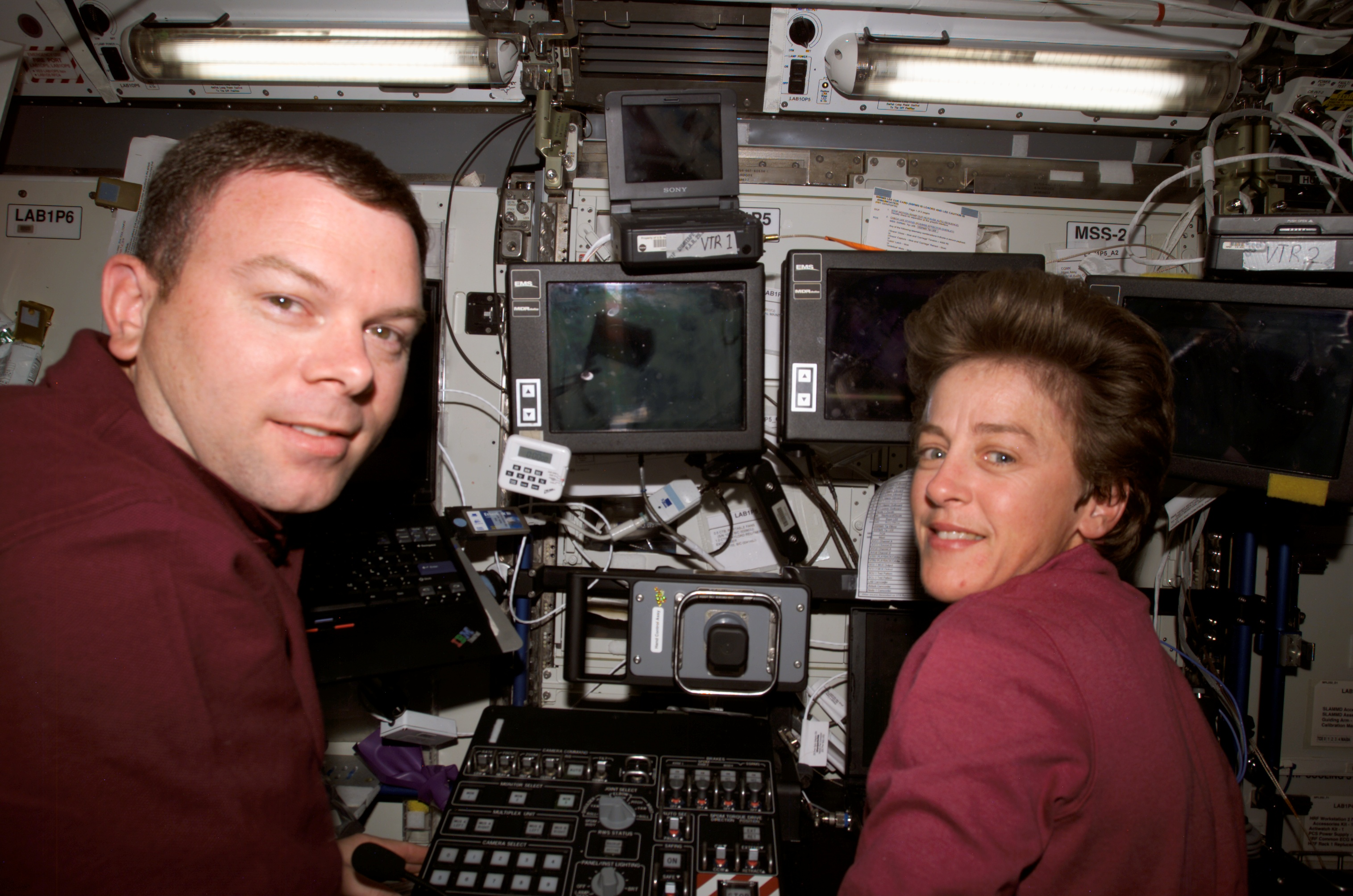
Lawrence y James Kelly durante la misión STS-114, en 2005

### STS-67
La STS-67 Endeavour, del 2 al 18 de marzo de 1995 fue el segundo vuelo del observatorio ASTRO, un complemento único de tres telescopios. Durante esta misión de 16 días, el equipo realizó observaciones durante todo el día para estudiar los lejanos espectros ultravioleta de objetos astronómicos débiles y la polarización de la luz ultravioleta proveniente de estrellas calientes y galaxias distantes. La duración de la misión fue de 399 horas y 9 minutos.

### STS-86
La STS-86 Atlantis. del 25 de septiembre al 6 de octubre de 1997 fue la séptima misión de encuentro y acoplamiento con la Estación Espacial Rusa Mir. Los puntos destacados incluyen el intercambio de los tripulantes estadounidenses Mike Foale y David Wolf, una caminata espacial de Scott Parazynski y Vladimir Titov para recuperar cuatro experimentos desplegados por primera vez en el Mir durante la misión de acoplamiento STS-76, la transferencia a Mir de 635 mil kilos de ciencia y logística, y el retorno del hardware y los resultados del experimento a la Tierra. La duración de la misión fue de 169 órbitas alrededor de la Tierra en 259 horas y 21 minutos.

### STS-91
La STS-91 Discovery, del 2 al 12 de junio de 1998, fue la novena y última misión de atraque de Shuttle-Mir y marcó la conclusión del Programa conjunto U.S./Russian Phase I. La duración de la misión fue de 235 horas, 54 minutos.

### STS-114
La STS-114 Discovery, del 26 de julio al 9 de agosto de 2005, fue la primera misión de "Regreso al vuelo" tras el desastre del transbordador espacial Columbia. Los puntos destacados incluyen la primera reparación en vuelo del Orbiter durante una caminata espacial. La duración de la misión fue de 333 horas, 33 minutos.

Emblemas de las misiones
Misión STS-67
Misión STS-86
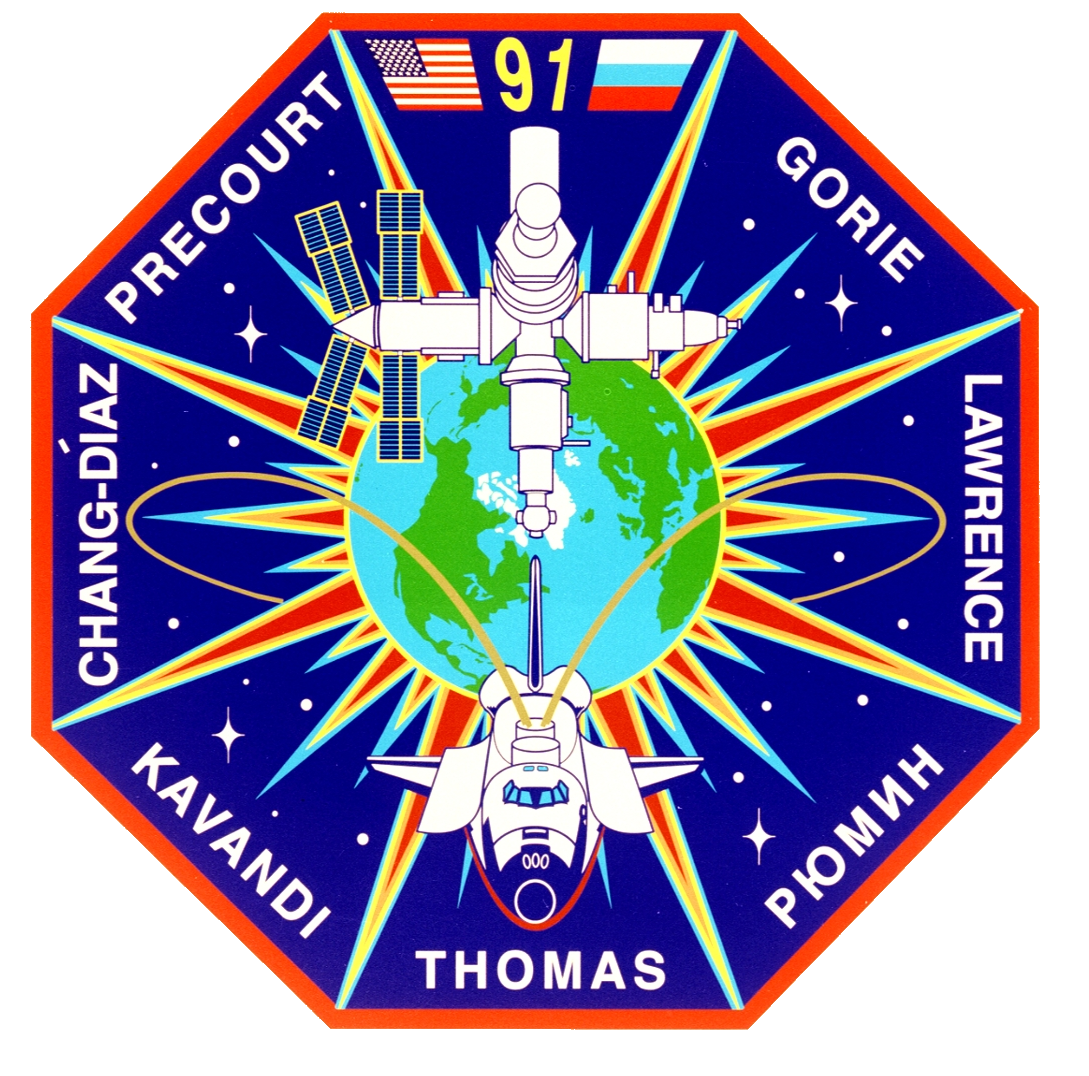
Misión STS-91
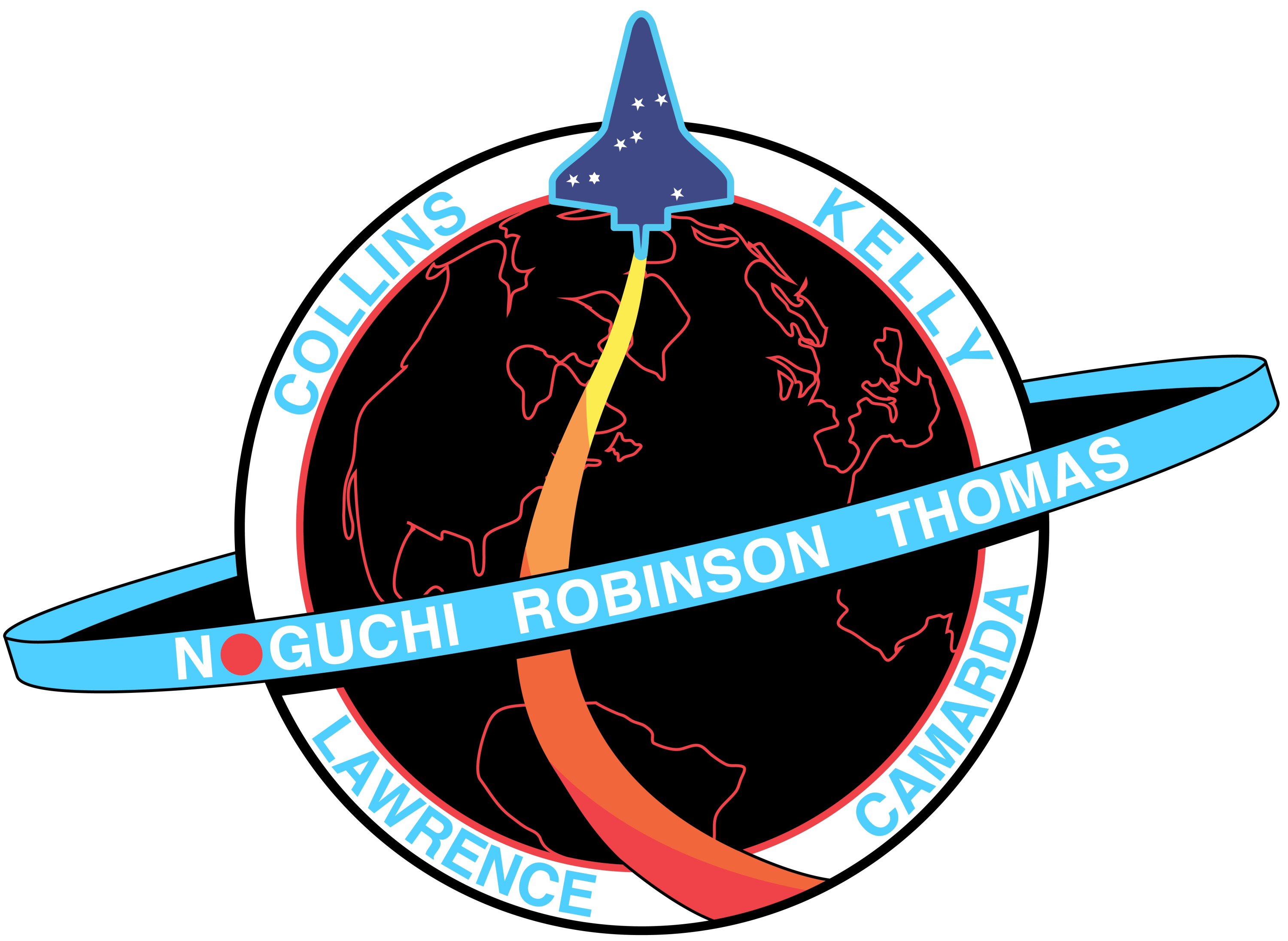
Misión STS-114